# Милан Младић
Милан Младић, (Сарајево 13. март 1974) je српски цртач стрипа карикатуриста и илустратор. 

## Биографија
Рођен је у Сарајеву. По занимању је дипломирани економиста. Ради на Универзитету у Источном Сарајеву. Од дјетињства се бави стрипом, илустрацијом, сликарством. Члан је Удружења стрип аутора и обожавалаца стрипа Републике Српске "Девета димензија" као и Удружења стрипских уметника Србије (УСУС). Члан је редакције стрип часописа "Parabellum". Ради дизајн и припрему за штампу издања „Девете димензије“.
Своје стрипове је објављивао је у часописима: "Парабелум" (Бања Лука), фанзин "Кунова" (Прњавор), "Стрип креатор" (Велес), "Нове искре" (Сарајево). Низ година учествује на изложбама: Балканска смотра младих стрип аутора, Салон стрипа Лакташи, International Comics Festival - Салон стрипа Београд, изложбе Удружења стрипских умјетника Србије, Изложба стрипа Републике Српске, итд. Ради илустрације за ријечнике страних ријечи за предшколски узраст, у издању Завода за уџбенике и наставна стредства Републике Српске. Заједно са Предрагом Иконићем обрадио је пет приповјетки Петра Кочића кроз стрип које су сабране у "Стриповјеткама". Прича "Јазавац пред судом" је урађена кроз заједнички рад, док је Младић сам цртао "Јаблана" и "Кроз маглу".
Живи и ради у Источном Сарајеву.